# Hypanus longus
La raya látigo, Hypanus longus, es una especie de raya de la familia Dasyatidae, que se encuentra en el este del Océano Pacífico, desde Baja California hasta Colombia. Habita en los hábitats de arena hasta una profundidad de 90 m (300 pies). Mide hasta 1,56 m (5,1 pies) de ancho, se alimenta principalmente de peces óseos que habitan el fondo y crustáceos. Es ovovíparo, las hembras dan a luz de 1 a 5 crías a finales de verano.

## Taxonomía y filogenia
El zoologista Samuel Garman publicó la descripción original de la raya tongol en una edición de 1880 de la revista científica Boletín del Museo de Zoología Comparada. Él le dio el nombre de Trygon longa, en referencia a la larga cola, y designó a una muestra en Acapulco, México y otro en Panamá como las especies tipo. Autores posteriores colocó esta especie en el género Dasyatis.